# Bisamberg

Das Dorf Bisamberg und seine Umgebung um 1873 (Aufnahmeblatt der Landesaufnahme)

Bisamberg ist eine österreichische Marktgemeinde mit 4875 Einwohnern (Stand 1. Jänner 2025) in Niederösterreich, am Fuße des 358 Meter hohen Bisamberges.

## Geografie
Die Gemeinde liegt ca. 5 Kilometer nördlich von Wien im Weinviertel in Niederösterreich. Die Fläche der Marktgemeinde umfasst 10,71 Quadratkilometer, 24,43 Prozent der Fläche sind bewaldet.

### Gemeindegliederung
Das Gemeindegebiet umfasst folgende zwei Ortschaften (in Klammern Einwohnerzahl Stand 1. Jänner 2025):
- Bisamberg (4237) samt Badeteich Bisamberg und Elisabethhöhe
- Klein-Engersdorf (638)

Die Gemeinde besteht aus den Katastralgemeinden Bisamberg und Kleinengersdorf.

### Nachbargemeinden
| Korneuburg     | Leobendorf                                  |            |
|                | Kompassrose, die auf Nachbargemeinden zeigt | Hagenbrunn |
| Langenzersdorf |                                             | Wien       |

## Geschichte
Im frühen 12. Jahrhundert wurden erstmals die Ministerialen „de Pusinberge“ genannt, die aus dem obderennsischen Antiesenhofen stammten. Laut Adressbuch von Österreich waren im Jahr 1938 in der Ortsgemeinde Bisamberg zwei Ärzte, zwei Taxiunternehmer, zwei Bäcker, zwei Binder, zwei Brennwarenhändler, ein Brunnenbauer, zwei Fleischer, zwei Friseure, acht Gastwirte, neun Gemischtwarenhändler, ein Glaser, eine Hebamme, ein Landesproduktehändler, vier Marktfahrer, ein Sattler, ein Schlosser, ein Schmied, vier Schneider und fünf Schneiderinnen, drei Schuster, ein Spengler, zwei Strickereien, vier Trafikanten, zwei Tapezierer, ein Tischler, sechs Viktualienhändler, zwei Weinhändler, ein Weinausschenker, zwei Zimmermeister, ein Zuckerbäcker und drei Zuckerwarenhändler ansässig.
Mit Wirkung vom 1. Jänner 1970 wurden die bis dahin eigenständigen Gemeinden Klein-Engersdorf und Bisamberg zu einer Gemeinde zusammengelegt.
In der Landtagssitzung vom 17. Dezember 1981 wurde die Gemeinde zum Markt erhoben. Am 20. Mai 1982 wurde im Rahmen einer Feierstunde der Wappenbrief vom Landeshauptmann an den Bürgermeister übergeben.

## Bevölkerungsentwicklung
| Bisamberg: Einwohnerzahlen von 1869 bis 2025        | Bisamberg: Einwohnerzahlen von 1869 bis 2025 | Bisamberg: Einwohnerzahlen von 1869 bis 2025 | Bisamberg: Einwohnerzahlen von 1869 bis 2025 | Bisamberg: Einwohnerzahlen von 1869 bis 2025 |
| --------------------------------------------------- | -------------------------------------------- | -------------------------------------------- | -------------------------------------------- | -------------------------------------------- |
| Jahr                                                |                                              |                                              |                                              | Einwohner                                    |
| 1869                                                | 1869                                         |                                              | 984                                          | 984                                          |
| 1880                                                | 1880                                         |                                              | 1.131                                        | 1.131                                        |
| 1890                                                | 1890                                         |                                              | 1.215                                        | 1.215                                        |
| 1900                                                | 1900                                         |                                              | 1.313                                        | 1.313                                        |
| 1910                                                | 1910                                         |                                              | 1.761                                        | 1.761                                        |
| 1923                                                | 1923                                         |                                              | 1.887                                        | 1.887                                        |
| 1934                                                | 1934                                         |                                              | 1.757                                        | 1.757                                        |
| 1939                                                | 1939                                         |                                              | 1.812                                        | 1.812                                        |
| 1951                                                | 1951                                         |                                              | 1.784                                        | 1.784                                        |
| 1961                                                | 1961                                         |                                              | 1.791                                        | 1.791                                        |
| 1971                                                | 1971                                         |                                              | 2.698                                        | 2.698                                        |
| 1981                                                | 1981                                         |                                              | 2.934                                        | 2.934                                        |
| 1991                                                | 1991                                         |                                              | 3.576                                        | 3.576                                        |
| 2001                                                | 2001                                         |                                              | 4.001                                        | 4.001                                        |
| 2011                                                | 2011                                         |                                              | 4.437                                        | 4.437                                        |
| 2021                                                | 2021                                         |                                              | 4.819                                        | 4.819                                        |
| 2025                                                | 2025                                         |                                              | 4.875                                        | 4.875                                        |
| Quelle(n): Statistik Austria, Gebietsstand 1.1.2021 |                                              |                                              |                                              |                                              |

## Kultur und Sehenswürdigkeiten

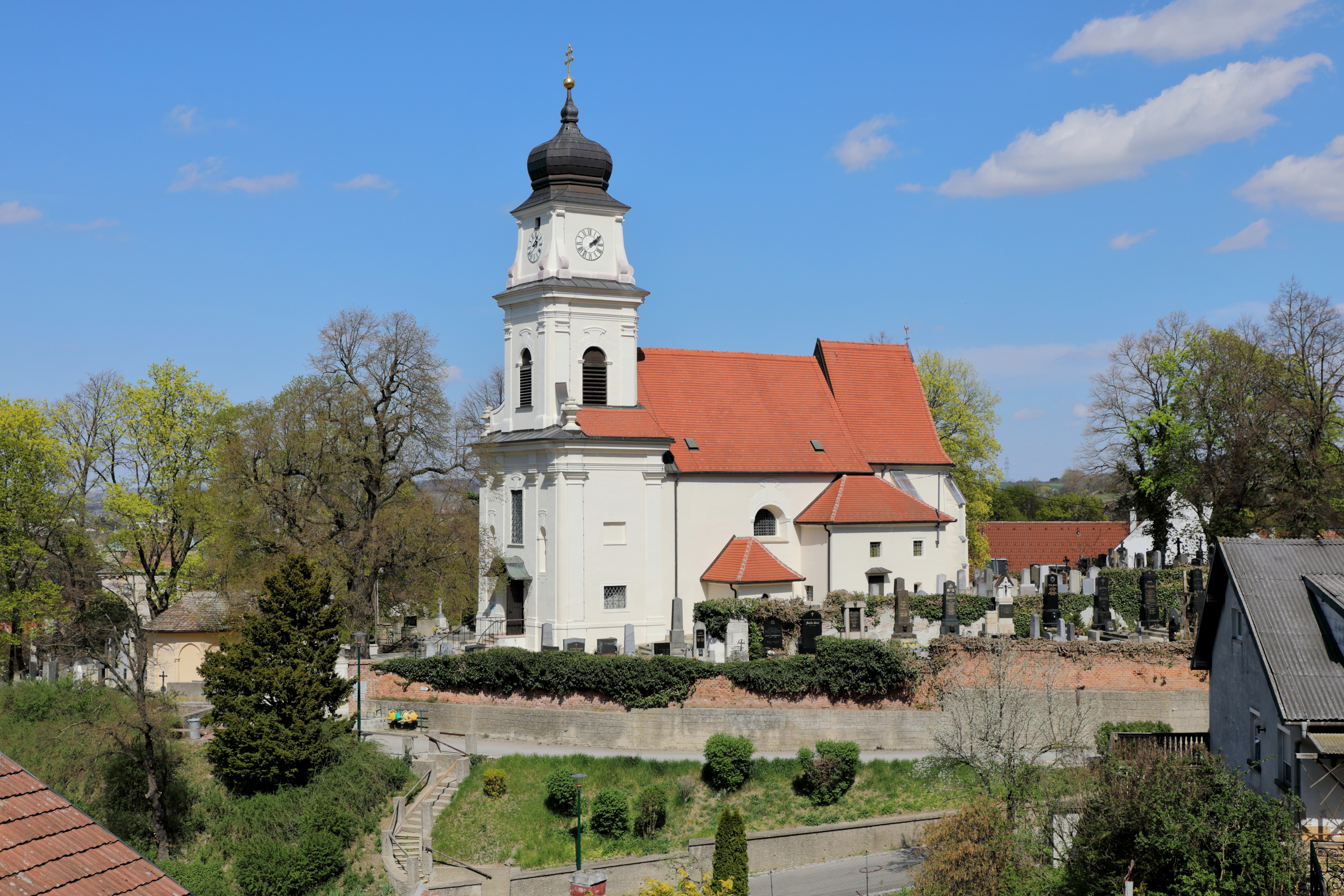
Pfarrkirche Bisamberg

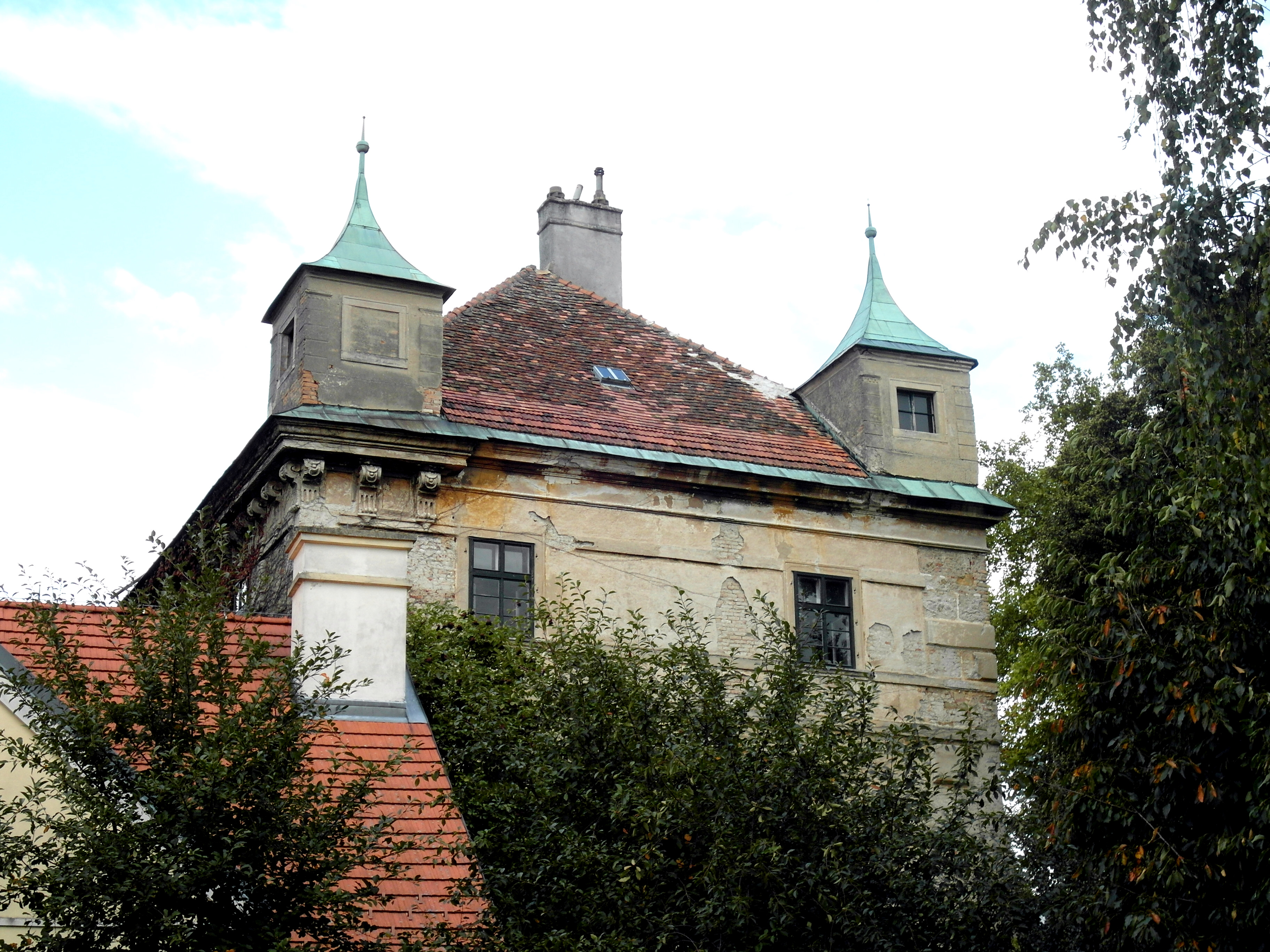
Schloss Bisamberg

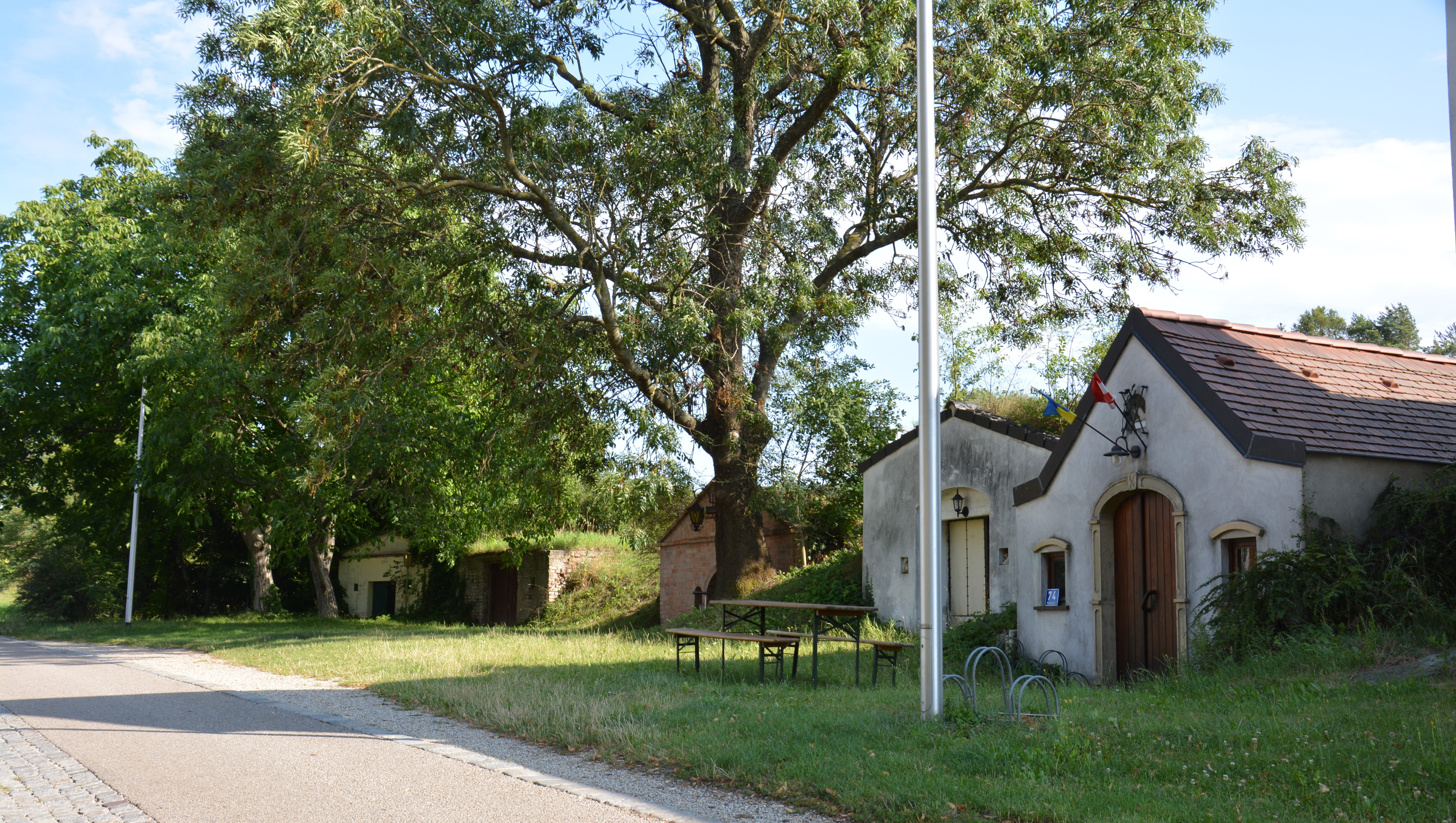
Kellergasse Kleinengersdorf

- Schloss Bisamberg: Das im Renaissancestil erbaute Schloss kam 1640 in den Besitz der Familie Abensperg und Traun. 1961 wurde es an einen Fabrikanten verkauft. Das Schloss ist heute in Privatbesitz.
- Katholische Pfarrkirche Bisamberg hl. Johannes der Täufer
- Katholische Pfarrkirche Klein-Engersdorf hl. Veit

## Wirtschaft
Besonders zu erwähnen ist Bisamberg im Zusammenhang mit Weinbau und seinen zahlreichen Weinbaubetrieben und Heurigen. Jedes Jahr am ersten Sonntag nach dem Aschermittwoch veranstalten die Bisamberger und Klein-Engersdorfer Weinhauer die traditionelle Bisamberger Weinkost in der Veranstaltungshalle in Schloss Bisamberg.
An bedeutenden Unternehmen ist die Büromöbelfirma Franz Blaha zu nennen. Weitere große Unternehmen stellen die Firmen CSC Pharmaceuticals und die Firma Bauservice dar.

## Öffentliche Einrichtungen
In Bisamberg befindet sich  ein Kindergarten und eine Volksschule. Einen weiteren Kindergarten gibt es in Klein-Engersdorf.

## Verkehr
- Bahn: Über die Strecke der Nordwestbahn ist es mit der Wiener Schnellbahn erreichbar.
- Straße: Bisamberg liegt an der Donauuferautobahn (A 22).

## Freizeit und Sport

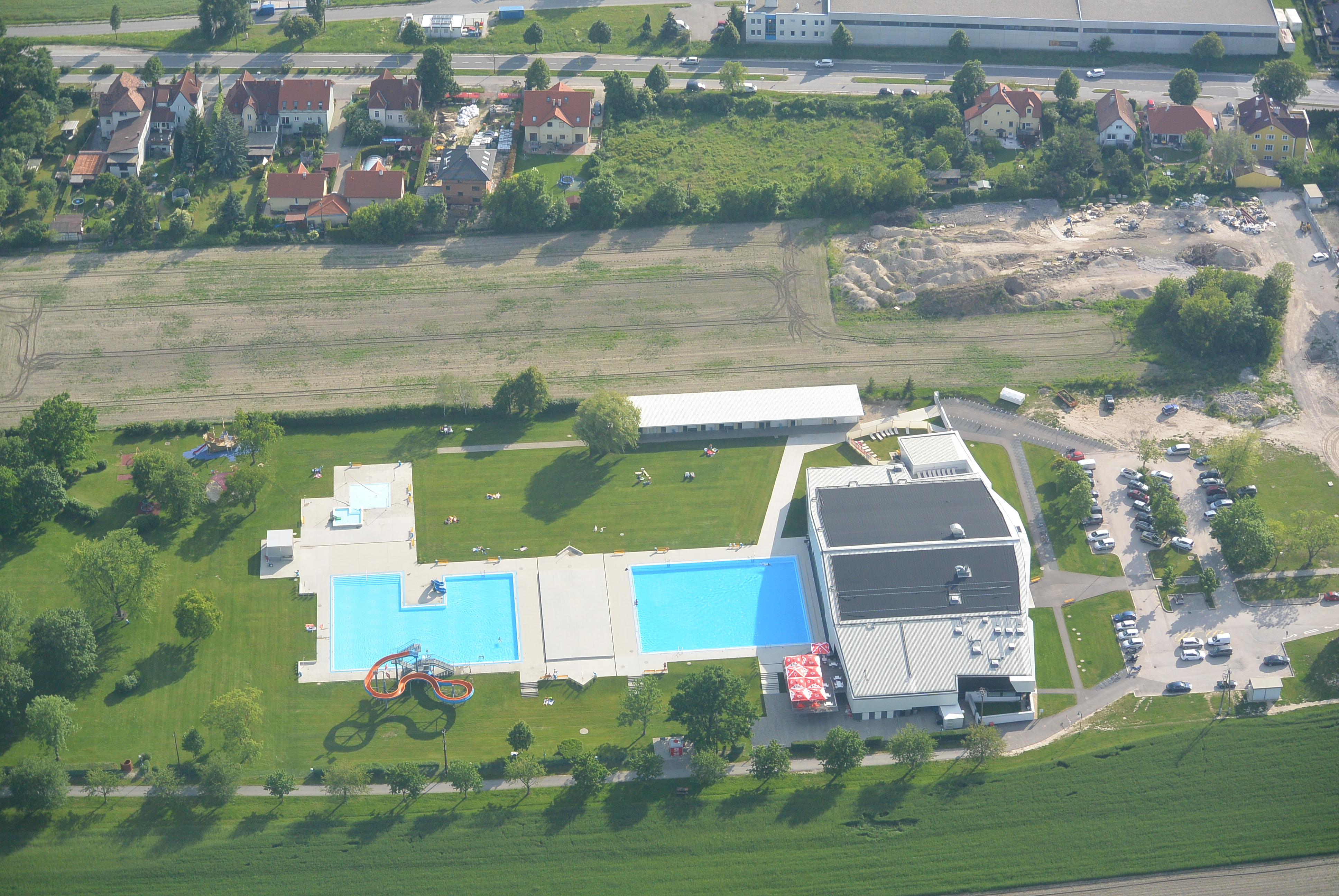
Florian-Berndl-Bad

- Florian-Berndl-Bad: In Bisamberg steht das Florian-Berndl-Bad. Es besteht aus einem international zugelassenen Sportschwimmbecken, einem großen Kinderbecken und einem kleinen Baby-Becken. Außerdem sorgen mehrere Rutschen für die Unterhaltung der Badegäste. Das Bad ist seit 2013 nach Renovierungsarbeiten wieder geöffnet.[7]

- NIGHTRUN Bisamberg: Seit 2006 findet in Bisamberg jährlich der 'NIGHTRUN Bisamberg' statt. Die Laufveranstaltung für Amateure findet am Fuße des Bisamberges statt, wobei der 10-km-Lauf als Hauptereignis bei Nacht durchgeführt wird. Daneben werden Wettkämpfe mit kürzeren Distanzen und für Junioren angeboten.[8] Der NIGHTRUN Bisamberg gehört zum Weinviertler Laufcup.[9]

- Heurigen-Grand-Prix (Peter-Dittrich-Gedenkrennen): Das Radrennen in Klein-Engersdorf bildet seit 1991 den traditionellen Saisonabschluss der Straßen-Radsport-Saison in Österreich. Es wurde mehrfach auch als österreichische Meisterschaft im Kriterium für Frauen, Amateure und Elite ausgetragen. Der übliche Termin ist der 1. Samstag im Oktober.

- Sportunion Bisamberg: Der größte Sportverein der Gemeinde ist die Sportunion Bisamberg.[10] Neben Breitensportangeboten ist der Verein im Volleyball sehr erfolgreich und stellt derzeit ein Herrenteam (SU Raiffeisen Bisamberg) in der 2. Bundesliga.

- Über den Bisamberg führen sowohl der Ostösterreichische Grenzlandweg und der Weinviertelweg sowie weitere lokale Wanderwege.

## Politik

### Gemeinderat
Der Gemeinderat hat 25 Mitglieder.
- Nach den Gemeinderatswahlen in Niederösterreich 1990 hatte der Gemeinderat folgende Verteilung: 15 ÖVP, 5 SPÖ, 2 Grüne und 1 FPÖ. (23 Mitglieder)
- Nach den Gemeinderatswahlen in Niederösterreich 1995 hatte der Gemeinderat folgende Verteilung: 13 ÖVP, 4 SPÖ, 3 Grüne, 2 FPÖ und 1 LIF.[11]
- Nach den Gemeinderatswahlen in Niederösterreich 2000 hatte der Gemeinderat folgende Verteilung: 15 ÖVP, 4 SPÖ, 3 Grüne und 1 FPÖ.[12] (23 Mitglieder)
- Nach den Gemeinderatswahlen in Niederösterreich 2005 hatte der Gemeinderat folgende Verteilung: 14 ÖVP, 5 SPÖ, 3 Grüne und 3 ULB–Unabhängige Liste Bisamberg.[13]
- Nach den Gemeinderatswahlen in Niederösterreich 2010 hatte der Gemeinderat folgende Verteilung: 14 ÖVP, 6 SPÖ, 3 Grüne und 2 ULB–Unabhängige Liste Bisamberg.[14]
- Nach den Gemeinderatswahlen in Niederösterreich 2015 hatte der Gemeinderat folgende Verteilung: 18 ÖVP, 4 SPÖ, 2 Grüne und 1 NEOS.[15]
- Nach den Gemeinderatswahlen in Niederösterreich 2020 hat der Gemeinderat folgende Verteilung: 15 ÖVP, 4 SPÖ, 3 NEOS und 3 Grüne.[16]
- Nach den Gemeinderatswahlen in Niederösterreich 2025 hat der Gemeinderat folgende Verteilung: 15 ÖVP, 3 SPÖ, 3 Grüne, 2 NEOS und 2 FPÖ.[17]

### Bürgermeister
- 2000–2014 Dorothea Schittenhelm (ÖVP)
- 2014–2022 Günter Trettenhahn (ÖVP)
- seit 2022 Johannes Stuttner (ÖVP)

## Persönlichkeiten

### Ehrenbürger der Gemeinde
- 2023: Günter Trettenhahn, Ehrenring der Marktgemeinde in Gold, Ehrenbürger von Bisamberg[18]

### Söhne und Töchter der Gemeinde
- Josef Gregorig (1846–1909), Politiker und Antisemit
- Georg Franz Koller (1905–1976), Künstler, Heimatdichter
- Ladislaus Kmoch (1897–1971), Karikaturist, Comiczeichner und Heimatforscher
- Irmingard Grünwald (1912–1986), Malerin
- Manfred Kmoch (1925–1979), Heimatforscher
- Franz Scheidl (1913–1996), Politiker

### Personen mit Bezug zur Marktgemeinde
- Florian Berndl (1856–1934), Naturheilkundler, wohnte in Bisamberg
- Lukas Resetarits (* 1947), Kabarettist und Schauspieler, wohnt in Bisamberg
- Céline Roscheck (* 1983), Musikerin und Model, wohnt in Bisamberg
- Dorothea Schittenhelm (* 1954), Abgeordnete zum Nationalrat, Bürgermeisterin 2000–2014
- Michael von der Schulenburg (* 1948), deutscher Politiker und Diplomat, wohnt in Bisamberg